# Sinentomon yoroi
Sinentomon yoroi är en urinsektsart som beskrevs av Imadaté 1977. Sinentomon yoroi ingår i släktet Sinentomon och familjen Sinentomidae. Inga underarter finns listade i Catalogue of Life.